# Monteriggioni
Monteriggioni est une commune italienne d'environ 9 100 habitants en 2017, située dans la province de Sienne, dans la région Toscane, en Italie centrale.

## Histoire
Monteriggioni est un ancien avant-poste fortifié situé sur une colline naturelle, construit par les Siennois, entre 1214 et 1219, pour leurs guerres contre Florence, en prenant le commandement de la Via Cassia qui traverse le Val d'Elsa et le Val Staggia à l'ouest.
Son bourg médiéval (Dante Alighieri le cite dans l'Enfer, Chapitre 31), connu pour ses quinze tours caractéristiques (dont sept ont été restaurées), est visible des routes alentour et de l'autoroute. Son église garde encore aujourd'hui les traces du passage de l'architecture romane au gothique.
Pendant les conflits entre Sienne et Florence au Moyen Âge, la ville était stratégiquement placée comme une fortification défensive. Elle a également résisté à beaucoup d'attaques tant des Florentins que des forces de l'Évêque de Volterra. En 1554, les Siennois ont pu confier le contrôle de la garnison de la ville à Giovannino Zeti, qui avait été exilé de Florence. En 1554, dans un acte de réconciliation avec les Médicis, Zeti a simplement remis les clés de la ville aux forces Médicis, ce qui fut considéré comme une « grande trahison » par les habitants de la ville.

## Lieux principaux et architecture

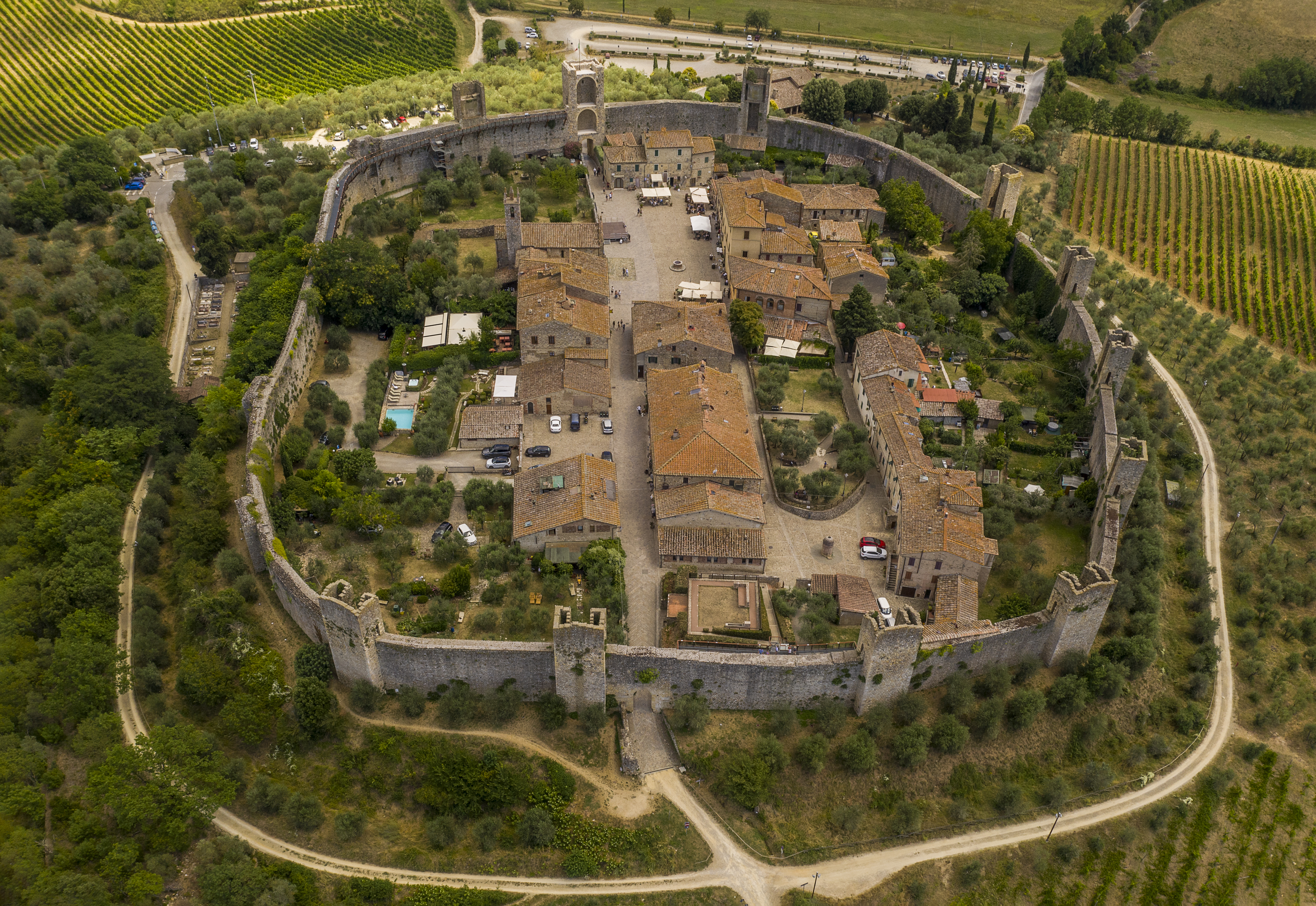
Monteriggioni.

La place principale de la ville, la Piazza Roma, est dominée par une église romane à la façade simple et sobre. D'autres maisons, certaines de style Renaissance (qui appartenaient autrefois à des nobles locaux et à de riches marchands) font face à la place. Au large de la place principale, des rues plus petites cèdent la place à des jardins publics devant les autres maisons et petits commerces de la ville. À une époque plus hostile, ces jardins fournissaient une subsistance vitale lorsque les ennemis se rassemblaient autour des murs pendant les sièges.

## Administration
Monteriggioni est dirigée par un maire (sindaco) assisté d'un organe législatif (consiglio comunale) et d'un organe exécutif (giunta comunale). Depuis 1995, le maire et les membres du consiglio comunale sont élus directement ensemble par les citoyens résidents, tandis que de 1945 à 1995, le maire a été choisi par le corps législatif. La giunta comunale est présidée par le maire, qui nomme d'autres membres (assessori). Les bureaux de la comune sont logés dans un bâtiment généralement appelé municipio ou palazzo comunale .
Depuis 1995, le maire de Monteriggioni est élu directement par les citoyens, d'abord tous les quatre, puis tous les cinq ans. La maire actuelle est Andrea Frosini (PD), élue le 26 mai 2019 avec 43,3% des voix.
| Élu(e)           | Début du mandat | Fin du mandant     |
| ---------------- | --------------- | ------------------ |
| Paolo Casprini   | 24 avril 1995   | 14 juin 2004       |
| Bruno Valentini  | 14 juin 2004    | 22 avril 2013      |
| Raffaella Senesi | 22 avril 2013   | 27 mai 2019        |
| Andrea Frosini   | 27 mai 2019     | en cours de mandat |

## Hameaux
Abbadia a Isola, Badesse, Basciano, Castellina Scalo, Ceppo, Colonna di Monteriggioni, Fontebecci, Quercegrossa, Riciano, Santa Colomba, Scorgiano, Stomennano, Strove, Uopini

## Communes limitrophes
Casole d'Elsa, Castellina in Chianti, Castelnuovo Berardenga, Colle di Val d'Elsa, Poggibonsi, Sienne, Sovicille